# Mu Cai Shaft
Mu Cai Shaft – jaskinia krasowa w Wietnamie.
W jaskini występuje ciąg kaskad i studni z ciekiem wodnym.